# Агариста
Агариста (на старогръцки: Ἀγαρίστη, Agariste) е дъщеря на Клистен Стари (или Клейстен), тиран на Сикион в Пелопонес през 6 век пр.н.е., от рода на Ортагоридите.
Нейният баща иска да я омъжи за най-смелия и най-благородния от всички гърци и поканва при себе си женихи от цяла Гърция. След състезания по песни, флейти и танци, той я дава за жена на атенеца Мегакъл от род Алкмеониди (потомци на Алкмеон, правнук на Нестор).
Двамата имат няколко деца, между които Клистен Млади, който разделя Атика на десет фили и етаблира демокрацията в Атина, и Хипократ, който има дъщеря Агариста и е дядо на атинския политик Перикъл.